# Христианство в Гоа

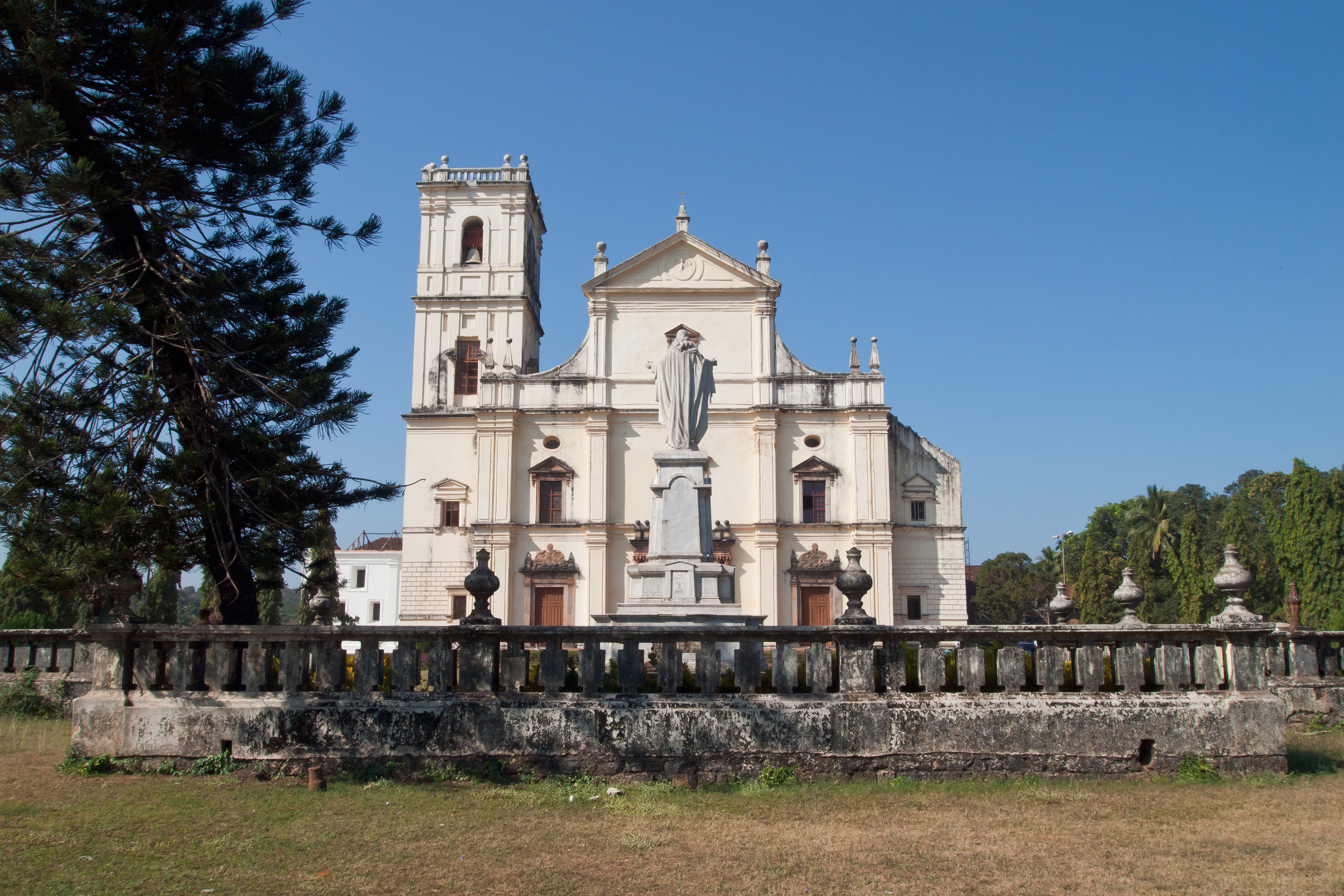
Собор Святой Екатерины в Гоа

Христианство в Гоа имеет длительную историю и по численности религиозных последователей уступает только индуизму.
По данным переписи 2001 года, 27% населения являются христианами, в то время как около 65% — индуисты. В 1851 году христиане составляли 64% населения, индуисты — 35%.
Присутствие христиан в Гоа было ещё до португальского завоевания в 1510 году, но стало особенно заметным после колониального завоевания. В 1555 году произошло разделение общин колонии. В Гоа также происходил процесс христианизации, принимаются португальские имена. В то же время местное население сохранило родной язык, это чаще всего Конкани, и даже кастовые различия, даже будучи католиками.
Так, брахманы, после перехода в другую религию могли войти в касту Bāmaṇs, кшатрии — Chardos, шудра — Sudirs.
В 1560 году в Гоа было открыто представительство Инквизиции. 
В Гоа существует архидиоцез Римско-католической церкви, методистская церковь, Гоа входит в диоцез Кохалпура местной протестантской церкви.